# Cenos
|  | Per a altres significats, vegeu «Koinos (revista)». |

Cenos o Cenus (en grec antic Κοῖνος Koínos; en llatí Cœnus) fou fill de Polemòcrates i gendre de Parmenió, i fou un dels millors generals d'Alexandre el Gran dels que el van acompanyar a l'Índia. El 334 aC, estant Alexandre a Cària, va enviar als soldats que s'havien casat recentment a Macedònia per passar l'hivern amb les dones, i Cenos fou un dels comandants que va anar en aquest grup. A la primavera següent va tornar i es va unir a Alexandre a Gòrdion. Va dirigir una part de l'exèrcit i es va distingir en més d'una ocasió. En l'expedició oriental, en arribar al riu Hípasis, quan Alexandre volia seguir, Cenos fou un dels primers a aconsellar el retorn i el rei es va veure obligat a escoltar-lo. Va morir en el retorn d'una malaltia. El rei li va fer un gran enterrament.